# Luca Meisl
Luca Emanuel Meisl (* 4. März 1999 in Salzburg) ist ein österreichischer Fußballspieler.

## Karriere

### Verein
Meisl begann seine Karriere beim SV Kuchl. 2009 wechselte er zum FC Red Bull Salzburg. Bei den Bullen spielte er unter anderem in der Akademie.
Im Sommer 2016 wurde er in das Farmteam FC Liefering hochgezogen. Sein Debüt in der zweiten Liga gab er am ersten Spieltag der Saison 2016/17 gegen den SV Horn, als er in der 78. Minute für Luan eingewechselt wurde.
Mit der U-19 der Salzburger konnte er 2017 die UEFA Youth League gewinnen.
Im September 2017 stand er gegen die SV Mattersburg erstmals im Kader des FC Red Bull Salzburg. Im selben Monat gab er schließlich sein Debüt für Red Bull Salzburg, als er im Cupspiel gegen den ASK-BSC Bruck/Leitha in der 72. Minute für Andreas Ulmer eingewechselt wurde. Im Mai 2018 debütierte er auch in der Bundesliga, als er am 36. Spieltag der Saison 2017/18 gegen den FK Austria Wien in der 81. Minute für Duje Ćaleta-Car eingewechselt wurde.
Zur Saison 2018/19 wurde er an den SKN St. Pölten verliehen. Im Juni 2019 wurde der Leihvertrag um eine Saison verlängert. Während der zweijährigen Leihe kam er zu 39 Einsätzen für die Niederösterreicher in der Bundesliga. Nach der Saison 2019/20 kehrte er zunächst nach Salzburg zurück. Im September 2020 verließ er Salzburg schließlich nach elf Jahren und wechselte zum Ligakonkurrenten SV Ried. Für Ried kam er in zwei Spielzeiten zu 47 Einsätzen in der Bundesliga. Nach der Saison 2021/22 verließ er den Verein.
Daraufhin wechselte er im Juli 2022 nach Belgien zum Zweitligisten K Beerschot VA, bei dem er einen bis Juni 2024 laufenden Vertrag erhielt. Für Beerschot kam er insgesamt zu 26 Einsätzen in der Division 1B. Im Jänner 2024 kehrte Meisl nach Österreich zurück und wechselte zum Bundesligisten SC Austria Lustenau, bei dem er einen bis 2025 laufenden Vertrag erhielt. Für die Austria absolvierte er acht Bundesligapartien, ehe er sich im April 2024 das Kreuzband riss. In seiner Abwesenheit stieg Lustenau aus der Bundesliga ab, woraufhin er den Verein nach der Saison 2023/24 wieder verließ.
Nach einem Jahr ohne Verein wechselte Meisl zur Saison 2025/26 zu Zweitligist SV Austria Salzburg.

### Nationalmannschaft
Meisl spielte 2014 erstmals für eine österreichische Jugendnationalauswahl. Im August 2015 debütierte er gegen Russland für die österreichische U-17-Auswahl. Im September 2016 kam er gegen Belgien zu seinem ersten Einsatz für die U-18-Mannschaft.
Zwischen August 2017 und März 2018 spielte er sieben Mal für die U-19-Auswahl. Im Oktober 2018 wurde er erstmals in den Kader der U-21-Mannschaft berufen. Im März 2019 debütierte er gegen Spanien für die U-21-Auswahl.

## Persönliches
Sein Bruder Matteo (* 2000) ist ebenfalls Fußballspieler.

## Erfolge
- Österreichischer Meister: 2018
- UEFA Youth League: 2017